# Olimpíada d'escacs de 2000
L'Olimpíada d'escacs de 2000, va ser la 34è olimpíada d'escacs que fou organitzada per la Federadió Internacional d'Escacs i que incloïa un torneig obert i un torneig femení. Va tenir lloc entre el 28 d'octubre i el 12 de novembre de 2000, a Istanbul, Turquia. Hi varen participar 126 equips al torneig obert i 86 en el torneig femení.
Els dos torneigs eren arbitrats per l'àrbitre internacional Geurt Gijssen (Països Baixos). Els equips varen ser emparellats al llarg de 14 rondes segons el sistema suís. El torneig obert va ser disputat amb quatre taulers per ronda, mentre que el torneig femení es va fer amb tres taulers per ronda. En el cas d'empat, els desempats que es varen decidir foren el sistema Buchholz i després per punts de matx.
El control de temps permés per a cada partida i cada jugador era de 100 minuts per fer els primers 40 moviments, llavors s'afegien 50 minuts addicionals pels propers 20 moviments, i llavors 10 minuts per acabar la partida, amb 30 segons addicionals per a cada moviment que fes cada jugador des de l'inici de la partida.
A més dels guanyadors de les medalles globals, els equips eren dividits en grups, i els millors de cada grup varen rebre un premi especial.

## Torneig obert
El torneig obert va ser disputat per 126 equips que representaven 124 països. Turquia, com a amfitrions, competia amb dos equips, mentre l'Associació Internacional d'escacs en Braille n'aportà un. Nicaragua, Mauritània, i Djibouti s'hi varen registrar però no comparegueren.
Un cop més, Rússia va haver de jugar sense els seus millors jugadors, les "Tres K". El Campió Mundial clàssic Garry Kasparov i candidat Vladimir Kramnik es trobaven disputant el matx de campionat, i l'excampió Anatoly Karpov encara es trobava fora de la federació nacional. Capitanejat pel nou campió de la FIDE Khalifman, tanmateix, Rússia era favorita, i l'equip va guanyar el seu cinquè títol consecutiu, tot i que només per un punt sol. Alemanya va prendre la medalla de plata, mentre que Ucraïna aconseguí la de bronze, batent Hongria en el desempat. Anglaterra, favorit a medalla amb un ELO mitjà de només 13 punts per sota de Rússia, va acabar en un decebedor setè lloc.
| #  | País            | Jugadors                                                                                             | Mitjana Elo | Punts | Buchholz |
| -- | --------------- | --- | ----------- | ----- | -------- |
| 1  | Rússia          | Khalifman, Morozevich, Svidler, Rublevsky, Sakaev, Grischuk                                          | 2685        | 38    |          |
| 2  | Alemanya        | Yusupov, Hübner, Dautov, Lutz, Bischoff, Luther                                                      | 2604        | 37    |          |
| 3  | Ucraïna         | Ivanchuk, Ponomariov, Baklan, Eingorn, Romanishin, Malakhatko                                        | 2638        | 35½   | 457.5    |
| 4  | Hongria         | Leko, Almási, Polgár, Portisch, Sax, Ruck                                                            | 2661        | 35½   | 455.5    |
| 5  | Israel          | Gelfand, Smirin, Avrukh, Psakhis, Sutovsky, Huzman                                                   | 2652        | 34½   |          |
| 6  | Geòrgia         | Azmaiparashvili, Guiorgadze, Sturua, Katxeixvili, Guelaixvili, Jobava                                | 2602        | 34    |          |
| 7  | Anglaterra      | Adams, Short, Hodgson, Speelman, Miles, Emms                                                         | 2672        | 33    | 441.5    |
| 8  | Índia           | Krishnan Sasikiran, Abhijit Kunte, Pentala Harikrishna, Dibyendu Barua, Devaki Prasad, Surya Ganguly | 2538        | 33    | 440.5    |
| 9  | R.P. de la Xina | Ye Jiangchuan, Xu Jun, Peng Xiaomin, Wu Wenjin, Liang Chong, Ni Hua                                  | 2651        | 33    | 439.5    |
| 10 | Suïssa          | Kortxnoi, Milov, Gallagher, Pelletier, Jenni, Hug                                                    | 2562        | 33    | 432.5    |
Classificació de la resta dels equips:
| #   | País                    | Mitjana ELO | Punts | Buchholz | MP |
| --- | ----------------------- | ----------- | ----- | -------- | -- |
| 11  | Uzbekistan              | 2564        | 33    | 429.5    |    |
| 12  | Eslovènia               | 2550        | 33    | 421.0    |    |
| 13  | Macedònia del Nord      | 2483        | 33    | 417.0    |    |
| 14  | Bulgària                | 2628        | 32½   | 459.0    |    |
| 15  | Polònia                 | 2590        | 32½   | 437.5    |    |
| 16  | França                  | 2544        | 32½   | 427.0    |    |
| 17  | Armènia                 | 2606        | 32    | 456.5    |    |
| 18  | Bòsnia i Hercegovina    | 2582        | 32    | 441.5    |    |
| 19  | Filipines               | 2510        | 32    | 439.0    | 19 |
| 20  | Grècia                  | 2541        | 32    | 439.0    | 16 |
| 21  | Dinamarca               | 2580        | 32    | 436.0    |    |
| 22  | Cuba                    | 2546        | 32    | 432.5    |    |
| 23  | Espanya                 | 2582        | 32    | 432.0    |    |
| 24  | Iugoslàvia              | 2542        | 32    | 427.5    |    |
| 25  | Estònia                 | 2530        | 32    | 421.0    |    |
| 26  | Estats Units            | 2627        | 31½   | 449.0    |    |
| 27  | Romania                 | 2524        | 31½   | 445.0    |    |
| 28  | Eslovàquia              | 2552        | 31½   | 442.5    |    |
| 29  | Canadà                  | 2482        | 31½   | 430.0    |    |
| 30  | Escòcia                 | 2455        | 31½   | 418.5    |    |
| 31  | Lithuania               | 2490        | 31½   | 414.0    |    |
| 32  | Belarús                 | 2577        | 31½   | 398.5    |    |
| 33  | Països Baixos           | 2615        | 31    | 459.5    |    |
| 34  | Letònia                 | 2493        | 31    | 429.0    |    |
| 35  | Moldàvia                | 2489        | 31    | 422.5    |    |
| 36  | Austràlia               | 2483        | 31    | 410.0    |    |
| 37  | Vietnam                 | 2505        | 31    | 406.0    |    |
| 38  | Brasil                  | 2573        | 30½   | 440.0    |    |
| 39  | Txèquia                 | 2607        | 30½   | 432.5    |    |
| 40  | Singapur                | 2467        | 30½   | 403.0    |    |
| 41  | Kazakhstan              | 2564        | 30    | 434.5    |    |
| 42  | Suècia                  | 2548        | 30    | 432.5    |    |
| 43  | Croàcia                 | 2579        | 30    | 427.5    |    |
| 44  | Indonèsia               | 2503        | 30    | 416.5    |    |
| 45  | Finlàndia               | 2451        | 30    | 411.5    |    |
| 46  | Azerbaidjan             | 2456        | 30    | 410.5    |    |
| 47  | Portugal                | 2354        | 30    | 410.0    |    |
| 48  | Mongòlia                | 2415        | 30    | 407.5    |    |
| 49  | Kirguizstan             | 2489        | 29½   | 426.5    |    |
| 50  | Egipte                  | 2426        | 29½   | 405.5    |    |
| 51  | Irlanda                 | 2426        | 29½   | 397.5    |    |
| 52  | Noruega                 | 2374        | 29½   | 396.5    |    |
| 53  | Argentina               | 2503        | 29½   | 386.5    |    |
| 54  | Bèlgica                 | 2394        | 29½   | 377.5    |    |
| 55  | Islàndia                | 2469        | 29    | 430.0    |    |
| 56  | Itàlia                  | 2476        | 29    | 425.0    |    |
| 57  | Xile                    | 2411        | 29    | 404.0    |    |
| 58  | Bangladesh              | 2407        | 29    | 373.5    |    |
| 59  | Turkmenistan            | 2449        | 28½   | 410.5    |    |
| 60  | Àustria                 | 2404        | 28½   | 395.5    | 14 |
| 61  | Iran                    | 2408        | 28½   | 395.5    | 13 |
| 62  | Turquia                 | 2337        | 28½   | 393.5    |    |
| 63  | Marroc                  | 2386        | 28½   | 393.0    |    |
| 64  | Malàisia                | 2307        | 28½   | 387.0    |    |
| 65  | Perú                    | 2376        | 28½   | 366.5    |    |
| 66  | Turquia "B"             | 2265        | 28    | 393.0    |    |
| 67  | Illes Fèroe             | 2321        | 28    | 385.5    |    |
| 68  | Equador                 | 2386        | 28    | 379.5    |    |
| 69  | Andorra                 | 2353        | 28    | 379.0    |    |
| 70  | Sud-àfrica              | 2221        | 28    | 373.5    |    |
| 71  | Tunísia                 | 2219        | 28    | 372.5    |    |
| 72  | Venezuela               | 2368        | 27½   | 407.5    |    |
| 73  | Emirats Àrabs Units     | 2376        | 27½   | 389.5    |    |
| 74  | Luxemburg               | 2279        | 27½   | 377.5    |    |
| 75  | Paraguai                | 2320        | 27½   | 374.5    |    |
| 76  | Myanmar                 | 2528        | 27    | 397.5    |    |
| 77  | Mèxic                   | 2411        | 27    | 397.0    |    |
| 78  | IBCA                    | 2325        | 27    | 391.0    |    |
| 79  | Pakistan                | 2301        | 27    | 381.5    | 12 |
| 80  | Gal·les                 | 2276        | 27    | 381.5    | 9  |
| 81  | Costa Rica              | 2313        | 27    | 379.0    |    |
| 82  | Qatar                   | 2228        | 27    | 374.0    |    |
| 83  | Colòmbia                | 2343        | 26½   | 393.0    |    |
| 84  | Angola                  | 2060        | 26½   | 375.5    |    |
| 85  | Iraq                    | 2365        | 26    | 396.5    |    |
| 86  | Síria                   | 2321        | 26    | 388.5    |    |
| 87  | Nova Zelanda            | 2352        | 26    | 386.0    |    |
| 88  | Japó                    | 2215        | 26    | 379.0    |    |
| 89  | Puerto Rico             | 2202        | 26    | 367.5    |    |
| 90  | Zàmbia                  | 2232        | 25½   | 387.0    |    |
| 91  | Uruguai                 | 2250        | 25½   | 378.5    |    |
| 92  | El Salvador             | 2185        | 25½   | 370.5    |    |
| 93  | Zimbàbue                | 2210        | 25½   | 360.5    |    |
| 94  | Sri Lanka               | 2081        | 25½   | 356.5    |    |
| 95  | Uganda                  | 2218        | 25½   | 351.5    |    |
| 96  | Albània                 | 2364        | 25    | 388.5    |    |
| 97  | Xipre                   | 2253        | 25    | 374.5    |    |
| 98  | Bolívia                 | 2257        | 25    | 370.0    |    |
| 99  | Iemen                   | 2299        | 25    | 369.0    |    |
| 100 | Liechtenstein           | 2121        | 25    | 336.5    |    |
| 101 | Barbados                | 2057        | 25    | 331.5    |    |
| 102 | Jamaica                 | 2234        | 24½   | 367.0    |    |
| 103 | Kenya                   | 2126        | 24½   | 353.5    |    |
| 104 | Surinam                 | 2051        | 24½   | 342.0    |    |
| 105 | Hondures                | 2123        | 24    | 363.0    |    |
| 106 | Botswana                | 2093        | 24    | 349.0    |    |
| 107 | Antilles Neerlandeses   | 2159        | 24    | 346.0    |    |
| 108 | Palestine               | 2087        | 24    | 333.0    |    |
| 109 | Namíbia                 | 2152        | 24    | 305.5    |    |
| 110 | Malta                   | 2212        | 23½   | 354.5    |    |
| 111 | Mònaco                  | 2210        | 23½   | 342.5    |    |
| 112 | Macau                   | 2190        | 23½   | 330.0    |    |
| 113 | Hong Kong               | 2108        | 23½   | 326.5    |    |
| 114 | Ethiopia                | 2079        | 23½   | 319.5    | 13 |
| 115 | Mauritània              | 2000        | 23½   | 319.5    | 11 |
| 116 | Panamà                  | 2058        | 23½   | 310.5    |    |
| 117 | Jersey                  | 2145        | 23½   | 301.5    |    |
| 118 | Trinitat i Tobago       | 2214        | 23    |          |    |
| 119 | San Marino              | 2051        | 22½   |          |    |
| 120 | Bermudes                | 2006        | 20½   |          |    |
| 121 | Brunei                  | 2000        | 20    | 298.5    |    |
| 122 | Seychelles              | 2056        | 20    | 297.5    |    |
| 123 | Papua Nova Guinea       | 2051        | 19½   |          |    |
| 124 | Guernsey                | 2092        | 18½   |          |    |
| 125 | Illes Verges Americanes | 2020        | 13½   |          |    |
| 126 | Ruanda                  | 2000        | 7½    |          |    |

### Medalles individuals
- Índex d'actuació: Aleksandr Morozévitx 2804
- Tauler 1: Utut Adianto 7½ / 9 = 83.3%
- Tauler 2: Ruslan Ponomariov 8½ / 11 = 77.3%
- Tauler 3: Dragoljub Jacimović 7 / 9 = 77.8%
- Tauler 4: Aixot Anastassian 9 / 12 = 75.0%
- 1a reserva: Taleb Moussa 6 / 7 = 85.7%
- 2a reserva: Aleksei Bàrsov 5½ / 7 = 78.6%

## Torneig femení
El torneig femení va ser disputat per 86 equips que representaven 84 països. Turquia, com a amfitrions, aportà dos equips, i un equip més de l'Associació Internacional d'escacs en Braille.
Les actuals campiones, l'equip de la Xina, eren les grans favorites per ELO i varen retenir el títol, dirigides per la campiona del món regnant Xie Jun i amb dos futures campiones a l'equip: Zhu Chen i Xu Yuhua. Geòrgia i Rússia varen prendre la medalla de plata i la de bronze, respectivament.
| #  | País            | Jugadores                                                | Mitjana ELO | Punts | Buchholz |
| -- | --------------- | -------------------------------------------------------- | ----------- | ----- | -------- |
| 1  | R.P. de la Xina | Xie Jun, Zhu Chen, Xu Yuhua, Wang Lei                    | 2537        | 32    |          |
| 2  | Geòrgia         | Chiburdanidze, Ioseliani, Khurtsidze, Gurieli            | 2480        | 31    |          |
| 3  | Rússia          | Galliamova, Kovalevskaya, Matveeva, Stepovaya-Dianchenko | 2480        | 28½   |          |
| 4  | Ucraïna         | Júkova, Zatonskih, Vasilevich, Sedina                    | 2442        | 27    |          |
| 5  | Iugoslàvia      | Marić, Bojković, Prudnikova, Chelushkina                 | 2430        | 26    |          |
| 6  | Països Baixos   | Zhaoqin Peng, Sziva, Bosboom-Lanchava, Jap Tjoen San     | 2329        | 25½   |          |
| 7  | Hongria         | Mádl, Lakos, Grábics, Gara                               | 2369        | 25    | 342.0    |
| 8  | Alemanya        | Kachiani-Gersinska, Paehtz, Koglin, Trabert              | 2364        | 25    | 333.5    |
| 9  | Anglaterra      | Hunt, Lalic, Houska, Richards                            | 2349        | 25    | 325.5    |
| 10 | Armènia         | Danielian, Mkertxian, Hlgatian, Aginian                  | 2303        | 24½   | 342.5    |
Classificació de la resta dels equips:
| #  | País                    | Mitjana ELO | Punts | Buchholz | MP |
| -- | ----------------------- | ----------- | ----- | -------- | -- |
| 11 | Romania                 | 2350        | 24½   | 333.0    |    |
| 12 | Moldàvia                | 2385        | 24    | 328.5    |    |
| 13 | Índia                   | 2272        | 24    | 328.0    |    |
| 14 | Polònia                 | 2386        | 24    | 323.5    |    |
| 15 | Estats Units            | 2261        | 24    | 316.0    |    |
| 16 | Bulgària                | 2328        | 23½   | 324.5    |    |
| 17 | Cuba                    | 2302        | 23½   | 317.0    |    |
| 18 | Letònia                 | 2249        | 23½   | 303.0    |    |
| 19 | Kazakhstan              | 2299        | 23    | 325.0    |    |
| 20 | Israel                  | 2325        | 23    | 300.5    |    |
| 21 | Azerbaidjan             | 2251        | 22½   | 334.5    |    |
| 22 | Txèquia                 | 2271        | 22½   | 334.0    |    |
| 23 | Vietnam                 | 2367        | 22½   | 329.0    |    |
| 24 | Belarús                 | 2325        | 22½   | 326.5    |    |
| 25 | Espanya                 | 2251        | 22½   | 320.0    |    |
| 26 | Grècia                  | 2295        | 22½   | 312.5    |    |
| 27 | Austràlia               | 2188        | 22½   | 306.0    |    |
| 28 | Eslovàquia              | 2305        | 22½   | 305.0    |    |
| 29 | Estònia                 | 2239        | 22½   | 302.5    |    |
| 30 | Lithuania               | 2237        | 22    | 321.0    |    |
| 31 | Uzbekistan              | 2171        | 22    | 307.0    |    |
| 32 | Croàcia                 | 2254        | 22    | 304.5    |    |
| 33 | Mongòlia                | 2162        | 22    | 301.5    |    |
| 34 | Finlàndia               | 2148        | 22    | 300.0    |    |
| 35 | Portugal                | 2065        | 22    | 296.0    |    |
| 36 | Bòsnia i Hercegovina    | 2237        | 21½   | 313.5    |    |
| 37 | Bangladesh              | 2050        | 21½   | 305.0    |    |
| 38 | Suècia                  | 2188        | 21½   | 303.0    |    |
| 39 | França                  | 2269        | 21½   | 296.5    |    |
| 40 | Filipines               | 2070        | 21½   | 294.5    |    |
| 41 | Àustria                 | 2170        | 21    | 309.5    |    |
| 42 | Dinamarca               | 2108        | 21    | 305.5    |    |
| 43 | Turkmenistan            | 2233        | 21    | 304.0    |    |
| 44 | Suïssa                  | 2162        | 21    | 300.0    |    |
| 45 | Eslovènia               | 2207        | 21    | 297.0    | 14 |
| 46 | Equador                 | 2309        | 21    | 297.0    | 12 |
| 47 | Macedònia del Nord      | 2122        | 21    | 295.0    |    |
| 48 | Itàlia                  | 2039        | 21    | 281.0    |    |
| 49 | Venezuela               | 2101        | 20½   | 301.5    |    |
| 50 | Kirguizstan             | 2123        | 20½   | 295.5    |    |
| 51 | Argentina               | 2146        | 20½   | 287.5    |    |
| 52 | IBCA                    | 2122        | 20½   | 285.5    |    |
| 53 | Iran                    | 2008        | 20½   | 285.0    |    |
| 54 | Gal·les                 | 2053        | 20½   | 280.5    |    |
| 55 | Indonèsia               | 2080        | 20½   | 272.0    |    |
| 56 | Noruega                 | 2062        | 20    | 297.5    |    |
| 57 | Brasil                  | 2151        | 20    | 294.0    |    |
| 58 | Escòcia                 | 2084        | 20    | 291.0    |    |
| 59 | Canadà                  | 2070        | 20    | 274.0    |    |
| 60 | Malàisia                | 2061        | 20    | 268.0    |    |
| 61 | Irlanda                 | 2035        | 20    | 239.0    |    |
| 62 | Mèxic                   | 2069        | 19½   | 296.0    |    |
| 63 | Turquia                 | 2032        | 19½   | 286.5    |    |
| 64 | Emirats Àrabs Units     | 2000        | 19½   | 274.5    |    |
| 65 | Costa Rica              | 2000        | 19½   | 262.5    |    |
| 66 | Japó                    | 2000        | 19½   | 259.0    |    |
| 67 | Turquia "B"             | 2000        | 19½   | 256.5    |    |
| 68 | Colòmbia                | 2159        | 19    | 279.5    |    |
| 69 | Albània                 | 2077        | 19    | 266.0    |    |
| 70 | Guatemala               | 2070        | 19    | 257.0    |    |
| 71 | Sud-àfrica              | 2050        | 18½   | 270.0    |    |
| 72 | Iraq                    | 2061        | 18½   | 268.5    |    |
| 73 | El Salvador             | 2015        | 18½   | 262.0    |    |
| 74 | Nova Zelanda            | 2000        | 18½   | 243.5    |    |
| 75 | Marroc                  | 2000        | 18½   | 242.0    |    |
| 76 | Puerto Rico             | 2000        | 18½   | 233.5    |    |
| 77 | Síria                   | 2000        | 18    | 257.0    |    |
| 78 | Islàndia                | 2042        | 18    | 246.5    |    |
| 79 | Singapur                | 2000        | 18    | 238.5    |    |
| 80 | Sri Lanka               | 2000        | 18    | 232.5    |    |
| 81 | Botswana                | 2000        | 18    | 224.5    |    |
| 82 | Angola                  | 2000        | 14½   | 225.0    |    |
| 83 | Zàmbia                  | 2000        | 14½   | 224.5    |    |
| 84 | Macau                   | 2000        | 10½   |          |    |
| 85 | Iemen                   | 2000        | 7½    |          |    |
| 86 | Illes Verges Americanes | 2021        | 2½    |          |    |

### Medalles individuals
- Índex d'actuació: Zhu Chen 2641
- Tauler 1: Viktorija Čmilytė 9½ / 12 = 79.2%
- Tauler 2: Zhu Chen 9 / 11 = 81.8%
- Tauler 3: Nino Khurtsidze 11 / 13 = 84.6%
- Reserva: Zahira El-Ghabi 6½ / 7 = 92.9%

## Títol global
El trofeu Nona Gaprindashvili fou atorgat al país que tenia la millor posició mitjana tant a l'obert i com al femení. Si dos o més equips empataven, eren ordenats per la millor posició de qualsevol dels torneigs i llavors pel nombre total de punts fets.
El trofeu, en honor de l'ex campiona del món femení (1961–78), va ser creat per la FIDE el 1997.
| # | Equip   | Torneig Obert | Torneig Femení | Mitjana |
| - | ------- | ------------- | -------------- | ------- |
| 1 | Rússia  | 1             | 3              | 2       |
| 2 | Ucraïna | 3             | 4              | 3½      |
| 3 | Geòrgia | 6             | 2              | 4       |